# Кандренков Андрій Андрійович
Андрій Андрійович Кандренков (24 вересня 1915, село Руский Шебдас Саранського повіту Пензенської губернії, тепер Рузаєвського району Мордовії, Російська Федерація — 13 липня 1989, місто Москва) — радянський державний діяч, 1-й секретар Калузького обласного комітету КПРС, голова Калузького облвиконкому. Кандидат у члени ЦК КПРС у 1961—1976 роках. Член ЦК КПРС у 1976—1986 роках. Депутат Верховної ради Російської РФСР 4—5-го скликань. Депутат Верховної Ради СРСР 6—10-го скликань. Кандидат економічних наук (1976).

## Життєпис
Народився в родині робітника. У 1937 році закінчив Кемлянський сільськогосподарський технікум імені Леніна, агроном.
У 1937—1938 роках — старший агроном Чамзинського районного земельного відділу Мордовської АРСР.
У 1938—1939 роках — у Червоній армії. З листопада 1938 по листопад 1939 року — секретар комітету ВЛКСМ 43-го кавалерійського полку 11-ї кавалерійської дивізії Білоруського військового округу.
Член ВКП(б) з 1939 року.
У листопаді 1939 — травні 1940 року — заступник директора із політчастини Гжельської машинно-тракторної станції (МТС) Раменського району Московської області.
У травні 1940 — січні 1942 року — 1-й секретар Раменського міського комітету ВЛКСМ Московської області.
У січні 1942 — червні 1943 року — завідувач сільськогосподарського відділу Московського обласного комітету ВЛКСМ.
У червні 1943 — січні 1945 року служив у Червоній армії, учасник німецько-радянської війни. З червня 1943 по червень 1944 року був слухачем курсів перепідготовки політскладу РСЧА військово-політичного училища в місті Іркутську. З червня 1944 по січень 1945 року командував батареєю, був парторгом дивізіону 546-го артилерійського полку особливого призначення Західного фронту ППО. У січні 1945 року демобілізований у зв'язку із пораненням.
У січні 1945—1948 роках — секретар із кадрів Раменського міського комітету ВКП(б) Московської області.
У 1948—1950 роках — 2-й секретар Ногінського міського комітету ВКП(б) Московської області.
У 1950—1956 роках — 1-й секретар Каширського міського комітету ВКП(б) (КПРС) Московської області.
У жовтні 1956 — квітні 1957 року — інструктор відділу партійних органів ЦК КПРС.
У квітні 1957 — 28 березня 1961 року — 2-й секретар Калузького обласного комітету КПРС.
У 1959 році закінчив заочно Московську ветеринарну академію, учений зоотехнік.
28 березня — 11 серпня 1961 року — голова виконавчого комітету Калузької обласної ради депутатів трудящих.
11 серпня 1961 — січень 1963 року — 1-й секретар Калузького обласного комітету КПРС.
У січні 1963 — 22 грудня 1964 року — 1-й секретар Калузького сільського обласного комітету КПРС.
22 грудня 1964 — 9 грудня 1983 року — 1-й секретар Калузького обласного комітету КПРС.
З грудня 1983 року — персональний пенсіонер союзного значення в Москві.
Помер 13 липня 1989 року. Похований в Москві на Троєкуровському цвинтарі.

## Нагороди
- три ордени Леніна
- орден Жовтневої Революції
- два ордени Трудового Червоного Прапора
- орден Вітчизняної війни І ст. (6.04.1985)
- орден Дружби народів
- медаль «За трудову доблесть»
- медалі
- Почесний громадянин Калузької області (20.12.2007)